# سكوت أتلس
سكوت ويليام أتلس (بالإنجليزية: Scott William Atlas)‏ هو عالم اشعاعات ومعلق سياسي ومستشار رعاية صحية أمريكي ولد في يوم 5 يوليو 1955 في مدينة شيكاغو في إلينوي. أكمل دراسة علم الاحياء في جامعة إلينوي في إربانا-شامبين وحصل على شهادة الاستاذية في الصيدلة من جامعة شيكاغو. أصبح بروفيسور مشرف على قسم علم الاشعاعات في القسم الطبي في جامعة ستانفورد في كاليفورنيا. عمل كمستشار صحي للسياسيين الجمهوريين رودي جولياني وميت رومني. عينه الرئيس الأمريكي دونالد ترامب كمستشار له لأجل مكافحة الكوفيد 19. يعرف بمواقفه المعارضة لمدير المعهد الوطني للحساسية والأمراض المعدية أنتوني فاوتشي في الاغلاق واللبس الإلزامي للكمامات.